# El Maresme-Fòrum (Metro Barcelona)
El Maresme | Fòrum ist eine unterirdische Station der Metro Barcelona. Sie befindet sich im Stadtteil Sant Martí. Die Station wird von der Metrolinie 4 bedient. Es besteht Umsteigemöglichkeit zu fünf Buslinien sowie zur Straßenbahnlinie 4 der Trambesòs an der oberirdischen Haltestelle. Sie liegt am südlichen Ende der Avinguda Diagonal. Benannt ist die Station nach dem naheliegenden Veranstaltungsgelände Fòrum.

## Geschichte
Die Station wurde am 4. August 2003 nachträglich an der bereits 1982 eröffneten östlichen Verlängerung der Linie 4 von Selva de Mar nach La Pau in Betrieb genommen. Die Eröffnung fand unter Anwesenheit des katalanischen Regionalpräsidenten Jordi Pujol statt. Die umliegenden Stadtviertel hatten die Errichtung im Zusammenhang mit der Ausrichtung des Internationalen Forums der Kulturen 2004 gefordert.
Die Straßenbahnhaltestelle ging mit dem ersten Streckenabschnitt der Trambesòs am 8. Mai 2004, dem Vortag der Eröffnung des Forums, unter Anwesenheit von Barcelonas Bürgermeister Joan Clos statt.